# 박둘선
박둘선(1974년 12월 13일 ~ )은 대한민국의 모델이다. 1997년 SFAA 모델 무대에서 데뷔 후, 이듬해 1998년 SBS 슈퍼엘리트 모델 선발대회에서 1위를 차지하였다. 종교는 개신교(예장통합)이다.

## 학력
- 마산무학여자중학교
- 마산제일여자고등학교
- 경남대학교 불어불문학과